# Il sogno di Tom
Il sogno di Tom (Purr-Chance to Dream) è un film del 1967 diretto da Ben Washam. È l'ultimo dei 34 cortometraggi animati della serie Tom & Jerry prodotti da Chuck Jones con il suo studio Sib-Tower 12 Productions, distribuito l'8 settembre del 1967 dalla Metro-Goldwyn-Mayer.

## Trama
Tom sta riposando, ma il suo sonno è tormentato da un incubo: un cane gigantesco, per averlo sorpreso a inseguire Jerry, lo manipola fino a fargli assumere la forma di un chiodo e lo impianta nel terreno. A questo punto, Tom si sveglia e capendo che era solo un sogno tira un sospiro di sollievo. Poco dopo vede Jerry prendere un osso. Subito si mette ad inseguirlo raggiungendo una cuccia enorme e, ripensando al suo incubo, crede che ci sia un cane enorme si spaventa e scappa via. Poco dopo si accorge che si tratta soltanto di un cagnolino dalle dimensioni ridotte e scoppia a ridere.
Dopo averlo mandato via, Tom cerca di catturare Jerry, ma si rende conto che, malgrado la taglia ridotta, il cagnolino è davvero terribile. Tom cerca in ogni modo di catturare Jerry, ma il cagnolino lo salva ogni volta conciando Tom per le feste e dandogli le più svariate forme (come quella di tante salsicce). Alla fine Tom si arrende, prende delle pastiglie e si rimette a dormire. Nonostante faccia lo stesso sogno dell'inizio, riesce a non spaventarsi e a dormire tranquillamente.